# Кубок Невы по теннису 2016
Кубок Невы 2016 года (англ. Neva Cup 2016) — розыгрыш профессионального теннисного турнира среди женщин, являющегося частью тура ITF. Проводился с 19 по 25 сентября в Санкт-Петербурге (Россия) на крытых хардовых кортах Теннисного центра «Динамо». Призовой фонд составил 100 тысяч долларов.

## Соревнования
В турнире участвовали 32 игрока в одиночном разряде и 32 игрока (16 пар) в парном разряде.
| Разряд            | Победитель                   | Финалист                    | Счёт финала |
| ----------------- | ---------------------------- | --------------------------- | ----------- |
| Женский одиночный | Наталья Вихлянцева           | Донна Векич                 | 6-1 6-2     |
| Женский парный    | Мария Марфутина Анна Моргина | Ралука Олару Алёна Тарасова | 6-2 6-3     |